# Serbia en los Juegos Paralímpicos de Pekín 2008
Serbia estuvo representada en los Juegos Paralímpicos de Pekín 2008 por un total de catorce deportistas, diez hombres y cuatro mujeres.

## Medallistas
El equipo paralímpico serbio obtuvo las siguientes medallas:
| Nombre            | Deporte       | Evento                 |
| ----------------- | ------------- | ---------------------- |
| Oro               |               |                        |
| —                 |               |                        |
| Plata             |               |                        |
| Draženko Mitrović | Atletismo     | Disco F53/54 masculino |
| Borislava Perić   | Tenis de mesa | Individual 4 femenino  |
| Bronce            |               |                        |
| —                 |               |                        |